# بيير كارون
بيير كارون هو سياسي كندي، ولد في 31 أغسطس 1936 في غاتينو في كندا. حزبياً، نشط في الحزب الليبرالي الكندي. وقد انتخب عضو مجلس العموم الكندي.